# Chlorerythra sinaica
Chlorerythra sinaica là một loài bướm đêm trong họ Geometridae.